# Hintersee, Land Salzburg
Hintersee är en ort och kommun i Österrike. Den ligger i distriktet Salzburg-Umgebung i förbundslandet Salzburg,  240 kilometer väster om huvudstaden Wien. 
Kommunen består av två orter (Ortschaften) (inom parentes invånarantal 1 januari 2024):
- Hintersee (285)
- Lämmerbach (198)